# Там, где в дымке холмы (фильм)
«Там, где в дымке холмы» — будущая драма международного совместного производства, режиссёра Кэя Исикавы по его же сценарию. Фильм основан на одноимённом романе Кадзуо Исигуро 1982 года. Главные роли в фильме исполнили Судзу Хиросэ, Фуми Никайдо, Ё Ёсида и Камилла Айко.
Мировая премьера фильма состоится в 2025 году на 78-м Каннском кинофестивале в секции «Особый взгляд».

## Сюжет
Воспоминания вдовы Эцуко. Сюжет разворачивается между Японией 1950-х и Англией 1980-х годов. Эцуко вспоминает свою юность в Нагасаки, спустя несколько лет после атомной бомбардировки, в травмированной стране, где старики, такие как её свёкор Огата-сан, живут в ностальгии по прошлому.

## В ролях
- Судзу Хиросэ — Эцуко (1950-е гг.)
- Фуми Никайдо — Сатико
- Ё Ёсида — Эцуко (1980-е гг.)
- Камилла Айко — Ники
- Кохэй Мацусита — Дзиро
- Томокадзу Миура — Огата

## Производство
В августе 2024 года к актёрскому составу фильма присоединилась Судзу Хиросэ, режиссёром стал Кэй Исикава по написанному им сценарию, основанному на одноимённом романе Кадзуо Исигуро, а Исигуро выступил в качестве исполнительного продюсера.
Основные съёмки начались в августе 2024 года, а к январю 2025 года начался постпродакшн.
Мировая премьера фильма состоится на Каннском кинофестивале в 2025 году в секции «Особый взгляд».